# 冯健亲
冯健亲（1939年11月—），浙江海宁人，中华人民共和国艺术教育家，南京艺术学院原院长，江苏省政协原副主席，第九届全国人大代表，第十届全国政协委员。